# Cracker (band)
Cracker is een Amerikaanse alternatieve rockband. Cracker speelt alternatieve rock met elementen uit de southern rock, de blues, de countrymuziek en de rootsmuziek.

## Bezetting
Oprichters
- David Lowery (zang, gitaar)
- Johnny Hickman (gitaar)
- Davey Faragher (basgitaar, tot 1996)

Voormalige leden
- Bob Rupe (basgitaar)
- Kenny Margolis (keyboards, accordeon)

Huidige bezetting
- David Lowery (zang, gitaar)
- Johnny Hickman (gitaar)
- Sal Maida (basgitaar)
- Frank Funaro (drums sinds 1998)

## Geschiedenis
David Lowery was voor Cracker jarenlang gitarist bij Camper van Beethoven. Toen deze band een langere rustperiode nam, formeerde hij samen met Johnny Hickman en Davey Faragher Cracker. De eerste demo-opnamen zouden later ook als David Lowery Demo Mixes worden uitgebracht. In 1991 kreeg de band een platencontract bij Virgin Records. Nog zonder vaste drummer, maar met de hulp van Jim Keltner, Rick Jaeger en Phil Jones werd een gelijknamig debuutalbum opgenomen, dat in 1992 werd uitgebracht. Met Teen Angst (What the World Needs Now) had de band een hit in de Billboard 'Modern Rock'-hitlijst.
Het in 1993 uitgebrachte tweede album Kerosine Hat plaatste zich in de Billboard 200 en de single Low haalde de Britse hitlijst. In de Verenigde Staten kreeg het album platina. In 1996 verscheen The Golden Age met Bob Rupe. Zoals reeds eerder belastten deze keer drie drummers zich met de opnamen: Charlie Quintana, Eddie Bayers en Johnny Hott. Na een succesvolle tournee pauzeerde de band twee jaar, terwijl Lowery zich bekommerde om zijn 'Studio Sound of Music' in Richmond en hij artiesten als Joan Osborne, de Counting Crows en Lauren Hoffmann produceerde.
Met het werk Gentleman's Blues (1998) vond de band voor de eerste keer een stabiele bezetting. Als vaste drummer kwam Frank Funaro en met Kenny Margolis kwam ook een accordeonspeler en toetsenist bij de band. Ondanks de hereniging van Camper van Beethoven bleef Cracker ook tijdens de vroege jaren 2000 actief. Weliswaar begon de band steeds meer projectkenmerken aan te nemen en de muzikanten wisselden tussen beide bands heen en weer. Er volgden een livealbum en het vijfde album Forever en zesde album O' Cracker Where Art Thou?. In 2003 verliet Cracker Virgin Records en bracht het coveralbum Countrysides uit bij Cooking Vinyl. In 2006 verscheen Greenland en hun tot dan toe laatste album Sunrise in the Land of Milk and Honey plaatste zich weer in de Billboard 200. De band speelde vervolgens voor Amerikaanse troepen in Irak.

## Discografie

### Singles  en ep's
- 1992: Teen Angst (What The World Needs Now)
- 1992: Tucson
- 1992: Happy Birthday to Me
- 1992: I Ride My Bike
- 1993: Low
- 1993: Get Off This
- 1994: Euro-Trash Girl
- 1994: Movie Star
- 1994: Let’s Go for a Ride
- 1995: Shake Some Action
- 1996: Nothing to Believe In
- 1996: I Hate My Generation
- 1996: Sweet Thistle Pie
- 1998: The World Is Mine
- 1998: The Good Life
- 2001: Don’t Bring Us Down
- 2001: Merry Christmas Emily
- 2001: Shine
- 2002: Guarded by Monkeys
- 2003: Duty Free
- 2006: Something You Ain't Got

### Studioalbums
- 1992: Cracker (Virgin Records)
- 1993: Kerosene Hat (Virgin Records)
- 1996: The Golden Age (Virgin Records)
- 1998: Gentleman's Blues (Virgin Records)
- 2001: Forever (Black Porch, Cooking Vinyl)
- 2001: Flash Your Sirens (als The Cracker Traveling Apothecary Show and Revue, Pitch-a-Tent)
- 2003: O’ Cracker Where Are Thou? (splitalbum met Leftover Salmon, Pitch-a-Tent)
- 2003: Countrysides (Cooking Vinyl)
- 2006: Greenland (Cooking Vinyl)
- 2009: Sunrise in the Land of Milk and Honey (429 Records)
- 2015: Berkeley to Bakersfield

### Livealbums
- 2002: Hello, Cleveland! Live from the Metro (Cooking Vinyl)
- 2005: We Don't Suck Live: Live at the Wavefest (Pitch-a-Tent)
- 2007: Berlin (Pitch-a-Tent, alleen verkocht tijdens concerten)
- 2010: Live At The Rockpalast Crossroads Festival 2008 (2CD + DVD, Blue Rose Records)

### Compilaties
- 1994: The Virgin Years (met Camper Van Beethoven, Virgin Records)
- 2000: Garage d'Or (Virgin Records)
- 2006: Get on With It: The Best of Cracker (Virgin Records)
- 2006: Greatest Hits Redux (Cooking Vinyl)

### DVD's
- 2007: The First Annual Camp Out Live At Pappy And Harriet's Pioneertown Palace (met Camper Van Beethoven, Wienerworld)